# Japansk blommetaks
Japansk Blommetaks (Cephalotaxus harringtonia) eller Koidzumi på japansk er et lille, stedsegrønt træ, der dog ofte bliver misdannet på grund af tilbagefrysninger. Nålene står på to rækker langs skuddet, og de krummer opad, så de danner en v-formet rende tilsammen. Frugterne er omvendt ægformede, først grønne med mørke striber, senere brune.
Planten stammer fra fugtige bjergskove i Japan, og det danske klima passer ikke godt sammen med dens nichetilpasning. I et beskyttet og skyggefuldt hjørne vil den dog efterhånden udvikles og blive et særpræget lille træ (se illustrationen).
Arten har en variant, der afviger ved at være en smule mere hårdfør:
- Variant: Japansk Blommetaks (Cephalotaxus harringtonia var. drupacea)

Af denne variant findes en udvalgt sort, som har en markant anderledes vækstform. Den er nemlig søjleformet og består af et bundt lodretvoksende hovedgrene:
- Sort: Japansk Blommetaks (Cephalotaxus harringtonia var. drupacea) 'Fastigiata'